# René Buser
René Buser, né le 31 mars 1922 à La Tour-de-Peilz et décédé le 20 octobre 2013 à Genève, est un joueur suisse de tennis.

## Carrière
Au cours de sa carrière, il a été en particulier 1/8 de finaliste au tournoi de Wimbledon 1946 face au futur vainqueur Yvon Petra.
Joueur suisse de Coupe Davis en 1946, 1949, 1951, 1955, 1956 et 1957, il a joué 11 rencontres. 12 fois vainqueur des Interclubs de LNA avec GC et Montreux (record). 24 titres de champion suisse entre 1945 et 1956.
Il a remporté un titre en 1946 à Neuchâtel. 1/2 finale aux Internationaux de Tennis du Canada en 1948.
Il était marié à la joueuse et ancienne championne suisse en 1972 et 2012, Francine Oschwald.

## En simple
| Année | Open d'Australie | Open d'Australie | Internationaux de France | Internationaux de France | Wimbledon       | Wimbledon    | US Open | US Open |
| ----- | ---------------- | ---------------- | ------------------------ | ------------------------ | --------------- | ------------ | ------- | ------- |
| 1946  | —                | —                | —                        | —                        | 1/8 de finale   | Y. Petra     | —       | —       |
| 1949  | —                | —                | —                        | —                        | 3e tour (1/16)  | F. Schroeder | —       | —       |
| 1952  | —                | —                | 1er tour (1/64)          | M. Del Bello             | —               | —            | —       | —       |
| 1953  | —                | —                | 1er tour (1/64)          | R. Abdesselam            | 2e tour (1/32)  | B. Wilson    | —       | —       |
| 1955  | —                | —                | —                        | —                        | 1er tour (1/64) | J. Drobny    | —       | —       |

N.B. : à droite du résultat se trouve le nom de l'ultime adversaire.